# Lumajang (plaats)
Lumajang (Indonesisch: idem, oude spelwijzes: Loemadjang of Lumadjang) is een bestuurslaag in het regentschap Wonosobo van de provincie Midden-Java, Indonesië. Lumajang (Indonesisch: idem, oude spelwijzes: Loemadjang of Lumadjang) telt 3382 inwoners (volkstelling 2010).